# 魏种
魏（？年—？年），為曹操部下。興平元年（西元194年），陳宮說服張邈、張超等人叛曹迎呂布，魏种亦棄城逃跑，後被曹操所擒。曹操憐其才赦而復用，擒斬張楊部將眭固後任命魏种為河內太守。

## 生平
魏种早年被曹操舉為孝廉並收之麾下，後因陳宮說服張邈、張超等人叛曹迎呂，曹操在兗州的勢力範圍只剩鄄城、范、東阿三縣。此時曹操認為唯獨魏种不會背叛自己，但魏种卻棄城逃跑到射犬，曹操震怒說：「魏种你不往南投奔到越或者往北投奔到胡地，我就不會原諒你！」並令手下活捉魏种。後在建安四年（西元199年）曹操擊敗眭固、繆尚、薛洪等人後成功生擒魏种。不過曹操因為愛惜魏种的才能，下令讓其擔任河內太守。

## 評價
- 曹操：「不南走越、北走胡，不置汝也！」